# Марко Подрашчанин
Марко Подрашчанин (на сръбски: Марко Подрашчанин) е сръбски волейболист от националния отбор на Сърбия, роден в Нови сад, Войводина, Сърбия.
Участва в летните Олимпийски игри през 2008 г., бронзов медалист е от Европейското първенство (2007) и от Световното първенство (2010) и златен медалист от Европейското първенство от 2011 г. Избран е за най-добрия блокиращ през 2008 и 2011 година.
Играе за „Лубе Банка Марке“ (Трея) и за националния отбор по волейбол на Сърбия с № 18. Висок е 204 см и тежи 94 кг.